# Vojtěch Rödl
Vojtěch Rödl (né le 1er avril 1949) est un mathématicien tchéco-américain qui travaille en combinatoire. Il est professeur à l'université Emory d'Atlanta, en Géorgie.

## Biographie
Rödl étudie de 1968 à 1973 à l'Université Charles de Prague ; il y obtient son doctorat en 1976 sous la direction de Zdeněk Hedrlin. De 1973 à 1987, il travaille à la Faculté des sciences nucléaires et du génie physique   de l'université technique  de Prague ; après un séjour à l'université de Waterloo et aux AT&T Bell Laboratories en 1987‐1988, il devient professeur à l'Université Emory en 1988, où il occupe la chaire Samuel Chandler Dobbs depuis 1992.

## Recherche
Rödl a travaillé avec Jaroslav Nešetřil sur la théorie de Ramsey (ils ont reçu le Prix d'État de la CSSR en 1985) et a publié plusieurs articles avec Paul Erdős. Il a proposé un algorithme pour le compactage dans un hypergraphe (en) optimal  (en anglais Rödl nibble), avec lequel il a démontré en 1985 une conjecture de Paul Erdős et  Haim Hanani formulée en 1963.
En collaboration avec Jozef Skokan, Mathias Schacht et d'autres, il a poursuivi le développement du a développé le une forme du Lemme de régularité de Szemerédi dans une version pour hypergraphes. La même extension a été donnée indépendamment par Timothy Gowers.

## Distinctions et prix
- 1977 - Médaille d'argent de l'Union des mathématiciens et physiciens tchécoslovaques
- 1985 - Prix d'État tchécoslovaque (conjointement avec Nesetril)
- 1996 - Prix Humboldt
- 2005 - Médaille Felber (Université technique tchèque)
- 2011 - Médaille de Bolzano (Académie tchèque des sciences)
- 2012 - Prix George-Pólya (conjointement avec M.Schacht)
- 2013 - Prix Neuron
- 2003 et 2017 - Doctorat honoris causa (de l'Université technique de Liberec (en) et de l'Université technique de Prague respectivement)

Rödl a été conférencier plénier au Congrès international des mathématiciens 2014 à Séoul (Quasi-randomness and the regularity method in hypergraphs) et auparavant conférencier invité, en 1990, au Congrès international des mathématiciens à Kyoto.

## Publications (sélection)
Rödl est un auteur ou co-auteur prolifique, avec plus de 400 articles (Zentralblatt MATH en recense 434).
- avec Jozef Skokan, « Applications of the regularity lemma for uniform hypergraphs », Random Structures and Algorithms, vol. 28, no 2,‎ 2006, p. 180-194 (zbMATH 1087.05031).
- avec Brendan Nagle, Yoshiharu  Kohayakawa, Mathias Schacht et Jozef Skokan, « The hypergraph regularity method and its applications », Proc. Natl. Acad. Sci., vol. 102, no 23,‎ 2005, p. 8109-8113 (zbMATH 1135.05307).